# 盲牌
盲牌（モウパイ、モウハイ）とは、麻雀用語のひとつ。指の腹で牌の図柄の凹凸をなぞり、その感触で牌の腹を見ずにどの牌か識別すること。古い文献では摸牌（モーパイ）という表記も見られる。

## 概要
麻雀牌は図柄を牌の腹に彫り込んでいるため、牌をツモってくる際、牌の腹を強く触ることにより、視覚を介さず触覚だけで牌を識別することができる。おもに親指の腹で牌の腹をなぞるようにして識別するが、親指ではなく中指や人差し指の腹でも盲牌は可能である。昭和中期の麻雀ブームの時代、盲牌は雀士の嗜むテクニックのひとつであるとされ、当時発行された麻雀指南書の中には、盲牌を積極的に推奨しているものも見られる。
盲牌は牌の種類によって判別の難度が違う。最も簡単なのはで、字牌では   がわかりやすい一方、とはやや紛らわしい。からまでの索子全般は難度が低く、からまでの筒子の下も比較的難度が低い。筒子の上は、とは特徴があるが、とはやや紛らわしい。難しいのは萬子で、    は萬子の中では易しいほうだが、との判別は若干難しく、との判別にはそれなりの修練を要する。索子の中では唯一が、彫りの浅さから筒子と混同しやすい。一索の盲牌にまつわるエピソードとして、雀聖と呼ばれた阿佐田哲也は、盲牌でだと思って切った牌が実際にはで、そので手痛い放銃をしてしまい、それがきっかけとなって雀ゴロ生活から足を洗う決意をしたといわれる。
当然のことだが、実際の牌を使わないコンピュータ麻雀・ネット麻雀では盲牌はできない。
盲牌の習慣がある雀士には、中指（あるいは薬指）の第一関節付近に麻雀ダコができる。親指の腹も皮膚が厚くなる。

## メリット・デメリット
「牌を視認なしで判別できる」「摸打のテンポやリズムが速くなる」などの点がメリットであるが、「実利的なメリットは殆ど無い」と述べる向きも少なくない。例えば東大出身の雀士として知られている井出洋介は、「周りから牌を覗かれる危険が減るという理由から親指を表側に添えるように持つ行為は否定しないが、親指で牌を確認するメリットは無い」と述べている。特に競技麻雀で牌譜をとるような対局の場合、ツモった牌を自分の手牌の所まで持っていって採譜者に視認させる必要があり、その際に自分の目でも視認する時間的余裕は充分にある。そのような条件下では盲牌はまったく必要ない。フリー麻雀の場合はツモって切るまでが一連の動作であり、小考すると同卓者に情報を与えることになるため、盲牌をしている間に打牌選択ができるレベルになれば一定の意味と効果を持つと言える。
フリー雀荘等では盲牌は禁止されていない。ただし、先ヅモした牌に対する盲牌は明確にマナー違反とみなされる。正確には先ヅモ行為がマナー違反なのであって盲牌自体はマナー違反ではない。しかし自ヅモの直前でポンやカンが入ってツモ番が飛ばされ時、盲牌を伴う先ヅモをしていると、本来知ることのできなかったはずのツモ牌を不当に知ってしまうことになる。これを咎められた場合、「先ヅモはしたが盲牌しかしていない」という言い分は通らない。目に余る場合、先ヅモは出禁（出入禁止）など厳罰をもって処断されることもある。

## フィクション世界の盲牌
フィクションの世界では、目の不自由な打ち手が盲牌を頼りに手牌を読み取って打ったり、相手の盲牌の癖を見抜いて攻略の突破口としたりするほか、ときには盲牌が打ち手の熟練度を示す指標とみなされたりすることもある。以下、盲牌がストーリーにある程度深く関わっている作品をいくつか例示する。（時代順、降順)
- 阿佐田哲也『麻雀放浪記』青春篇

小説、1969年初出、週刊大衆連載。1984年に映画化、1994年に漫画化。
出目徳・ドサ健・坊や哲・女衒の達が初めて卓を囲む場面で、カベ役に手の内を通されるのを嫌った女衒の達が、手牌を伏せて盲牌で打つと宣言するシーンがある。このシーンは漫画版にも登場するが、映画版には登場しない。
- 片山まさゆき『ぎゅわんぶらあ自己中心派』

ギャグ漫画、1982年初出、週刊ヤングマガジン連載。
オクトパシーふみ率いるタコ軍団が持杉ドラ夫に挑む回が複数回あり、第34話では盲牌麻雀の勝負が繰り広げられる。花牌のでさえ完璧に盲牌できるギャグキャラ（盲牌の渡辺）も登場するが、タコ軍団どころかドラ夫まで盲牌間違いのチョンボを連発する。
- 福本伸行『天 天和通りの快男児』

漫画、1989年〜2002年、近代麻雀ゴールド連載。
東西戦編に登場する僧我三威は、上ヅモすり替えを駆使した驚異的な聴牌スピードを武器に、ひろゆき・天らの前に立ちはだかる。僧我のすり替えの秘密は、上山に積まれたすべての牌を瞬時に盲牌して、どこに何が積まれているかを記憶することで、有効牌を自在に引き入れる、というもの。作中では「大部分の牌は牌のはしっこを盲牌するだけで判別可能である」とされており、僧我の技は「ハジ盲牌」と呼ばれている。
また、『天』のスピンオフ作品で福本伸行の代表作となった『アカギ』には、鷲巣麻雀という変則麻雀が登場する。鷲巣麻雀ではその特殊なルールから、盲牌を防ぐため利き手に皮の手袋を着用する決まりになっている。
- 天獅子悦也『むこうぶち』（安藤満原案+ケネス徳田協力）

漫画、2000年初出、近代麻雀連載。
第70話〜第73話「邪眼」 単行本第9巻、ISBN 978-4812458150
きわめて優れた動体視力を持つボクサーが、盲牌する際の指先の筋肉の僅かな変化・視線の変化を読み取って相手の待ちを読み切り、安永や多河など脇役を打ち負かして傀に挑む。
- 大和田秀樹『ムダヅモ無き改革』

漫画、2006年初出、近代麻雀オリジナル連載→近代麻雀に移籍。
桁外れの握力で盲牌することによって親指で牌を削り、ツモ牌をに変えてしまう「轟盲牌」（ごうもうぱい）というイカサマ技が登場する。
また、初見の敵の利き手に麻雀ダコを発見し、その実力を推測するシーンがある。（前述のとおり、麻雀ダコは盲牌によってできる）